# 斉藤健仁
斉藤 健仁（さいとう けんじ、1975年4月27日 - ）は、日本のスポーツライター、コラムニスト、ラグビー解説者。千葉県柏市出身。現役時代のラグビーポジションはフルバック(FB)。世界中のエンブレムを知り尽くしており「ミスター・エンブレム」と呼ばれている。

## 来歴
芝浦工業大学柏高校出身。早稲田大学第一文学部史学科西洋史学専修卒業。
大学卒業後、印刷会社に入社。営業を担当した。
その後は独立してサッカーやラグビー等フットボールを中心に執筆しており、｢高校生スポーツ｣の写真記者も務めている。

## 主な著作
- 世界のサッカー愛称のひみつ～国旗とエンブレムで読み解く～（光文社） (2010/5)ISBN 978-4334035648
- 世界最強のゴールキーパー論: GK王国イタリアの技術・戦術・哲学(出版芸術社)  (2012/6)ISBN 978-4882934295
- ラグビー「観戦力」が高まる(東邦出版)  (2013/10)ISBN 978-4809411779
- 田中史朗と堀江翔太が日本代表に欠かせない本当の理由 ~最強ジャパン・戦術分析~  (ガイドワークス)  (2015/1)ISBN 978-4865351729
- ラグビーは頭脳が9割(東邦出版)  (2015/1)ISBN 978-4809413186
- エディー・ジョーンズ４年間の軌跡―  (ベースボール・マガジン社)  (2015/11)ISBN 978-4583109466
- 高校ラグビーは頭脳が9割  (東邦出版)  (2017/11)ISBN 978-4809415371

## 出演番組
- ラグビー中継（DAZN）[6]
- FOOT×BRAIN（テレビ東京、2011年12月10日[7]）